# 2023年度Gold List得獎名單
2023年度Gold List獎（英語：2023 Gold List）是非營利組織Gold House與亞太娛樂聯盟（英語：Coalition of Asian Pacifics，縮寫為「CAPE」）聯合舉辦的電影類獎項「Gold List」（另称「Gold House年度金榜」、「年度金榜」、「電影金榜」、「黃金名單」、「Gold List金榜獎」、「Gold House獎」）第3屆授獎活動，入圍與正式獲獎名單於2023年1月10日公佈。

## 概述
「Gold List」獎項成立的前兩屆授獎中，演員類獎項區分成最佳男演員獎（Best Actor）、最佳女演員獎（Best Actress）、最佳男配角獎（Best Supporting Actor）、最佳女配角獎（Best Supporting Actress）。本次的演員類獎項採用統合機制，不再區分性別，包含非二元性別人士，改用最佳主演獎（Best Performance in a Leading Role）和最佳助演獎（Best Performance in a Supporting Role）表揚入圍者與贏得大獎者，但同樣延用頒發「榮譽提名獎（Honorable Mention）」給入圍但未取得正式大獎的對象表彰成就的機制。新增獎項分別為紀錄短片獎（Documentary Short）、最佳原創歌曲獎（Best Original Song），還有同樣不區分表彰演員性別的突破性演出獎（Breakout Performance）。
本屆的大部分獎項都有提供榮譽提名獎名額，僅有突破性演出獎、突破性獨立電影獎未有榮譽提名獎名單。
該屆正式獲獎者中，《媽的多重宇宙》奪得共計6項正式獎項，成為該屆最大贏家，分別為最佳影片獎、最佳導演獎、最佳主演獎、最佳助演獎、最佳原創劇本獎、突破性演出獎。《分手的決心》與《RRR》入圍4項獎項，其中《分手的決心》入圍項目均以榮譽提名獎作收，《RRR》的登場歌曲《Naatu Naatu》獲頒該屆最佳原創歌曲獎，其餘3項入圍獎項均獲得榮譽提名獎。史蒂芬·連在該屆活動因為參演喬登·皮爾編導的科幻恐怖片《不！》獲選入圍，這同時是史蒂芬·連繼出演《夢想之地》、《人類》後，第三度參與Gold List。出演《媽的多重宇宙》的史蒂芬妮·許與《瘋狂富作用》的多莉·德·萊昂都在最佳助演獎取得榮譽提名獎，但並列贏取突破性演出獎。
本屆入圍動畫長片中，皮克斯動畫工作室製作、石之予執導的《青春養成記》入圍2項獎項，為該屆動畫長片入圍獎項最多者，最終贏得最佳動畫長片獎和獲取最佳原創劇本榮譽提名獎

## 獲獎名單
- 註：標示粗體者為該屆獲獎者，導演與演員後方為執導或出演電影作品。標示「※」記號者為該屆新增獎項。

| 獎項                                                | 獲獎者                                                  | 榮譽提名獎 |
| --------------------------------------------------- | ------------------------------------------------------- | --- |
| 最佳影片獎（Best Picture）                          | 《媽的多重宇宙》                                        | 《分手的決心》、《RRR》                                                                                                 |
| 最佳導演獎（Best Director）                         | 丹尼爾《媽的多重宇宙》                                  | 朴贊郁《分手的決心》、S·S·拉傑摩利《RRR》                                                                               |
| 最佳主演獎（Best Performance in a Leading Role）    | 楊紫瓊《媽的多重宇宙》                                  | 小南達穆里・塔拉克・拉馬・饒《RRR》、朴海日《分手的決心》、拉姆·恰蘭《RRR》、宋康昊《嬰兒轉運站》）、湯唯《分手的決心》 |
| 最佳助演獎（Best Performance in a Supporting Role） | 關繼威《媽的多重宇宙》                                  | 多莉·德·萊昂《瘋狂富作用》、陳靜《別擔心親愛的》、周洪《我的鯨魚老爸》、史蒂芬妮·許《媽的多重宇宙》、史蒂芬·連《不！》  |
| 最佳原創劇本獎（Best Original Screenplay）          | 《媽的多重宇宙》                                        | 《分手的決心》、《青春養成記》                                                                                          |
| 最佳改編劇本獎（Best Adapted Screenplay）           | 《倫敦生之慾》                                          | 《人造眷戀》 |
| 最佳動畫長片獎（Best Animated Feature）             | 《青春養成記》                                          | 《犬王》、《小虎墩大英雄》（英語：Run, Tiger, Run!）                                                                                    |
| ※最佳原創歌曲獎                                     | 《Naatu Naatu》（出自《RRR》）                          | 《new body rhumba》（出自《白噪音 (2022年電影)》）、《This Is A Life》（出自《媽的多重宇宙》）                          |
| 最佳紀錄長片獎（Best Documentary Feature）          | 《Bad Axe (film)》                                      | 《在牠們的凝視之間》、《Hidden Letters》                                                                                |
| 最佳動畫短片獎（Best Animated Short）               | 《Love, Dad》                                           | 《7 Lbs 8 Oz》、《半島之鳥》                                                                                            |
| ※最佳紀錄短片獎（Documentary Short）                | 《38 At the Garden》                                    | 《As Far As They Can Run》、《小象守護者》                                                                              |
| 最佳實景短片獎（Live Action Short）                 | 《Moshari》                                             | 《Lori》、《The Gift》                                                                                                  |
| ※突破性演出獎（Breakout Performance）               | 多莉·德·萊昂《瘋狂富作用》、史蒂芬妮·許《媽的多重宇宙》 | 不適用 |
| 突破性獨立電影獎（Breakout Independent Film）       | 《愛情美樂地》                                          | 不適用 |

## 外部連接
- Gold House Gold List官方網站 （页面存档备份，存于）

## 備註
1. ↑  同樣擔任《媽的多重宇宙》助演的關繼威與史蒂芬妮·許皆入圍最佳助演獎，但最終贏得正式獎項者為關繼威，史蒂芬妮·許則獲得最佳助演榮譽提名獎與該屆突破性演出獎。
2. ↑  另外《媽的多重宇宙》所有參與製作者與演員，在同年被Gold House名列為表彰亞洲傑出人士「A100 List」的「Gold Icon」類別中，製作人喬納森·王和關家永也名列其中，出演該片的關繼威則在「A100 List」獲頒最佳男性主演獎（Leading Man）[5]。該片主演楊紫瓊亦在2022年的「A100 List」獲頒「最佳主演獎（Best Lead）」[6]
3. ↑  《青春養成記》製作人員與參演人員也在同年被Gold House名列為表彰亞洲傑出人士「A100 List」的名單中，參演該片的吳珊卓也在「A100 List」獲頒「See Her」獎項[5]，該片導演石之予亦曾在2022年入圍「A100 List」[6]。